# Bryconexodon
Bryconexodon es un  género de peces de la familia Characidae en el orden de los Characiformes.

## Especies
Hay dos especies en este género:
- Bryconexodon juruenae Géry, 1980
- Bryconexodon trombetasi Jégu, dos Santos & E. J. G. Ferreira, 1991